# Lisa Gerrard

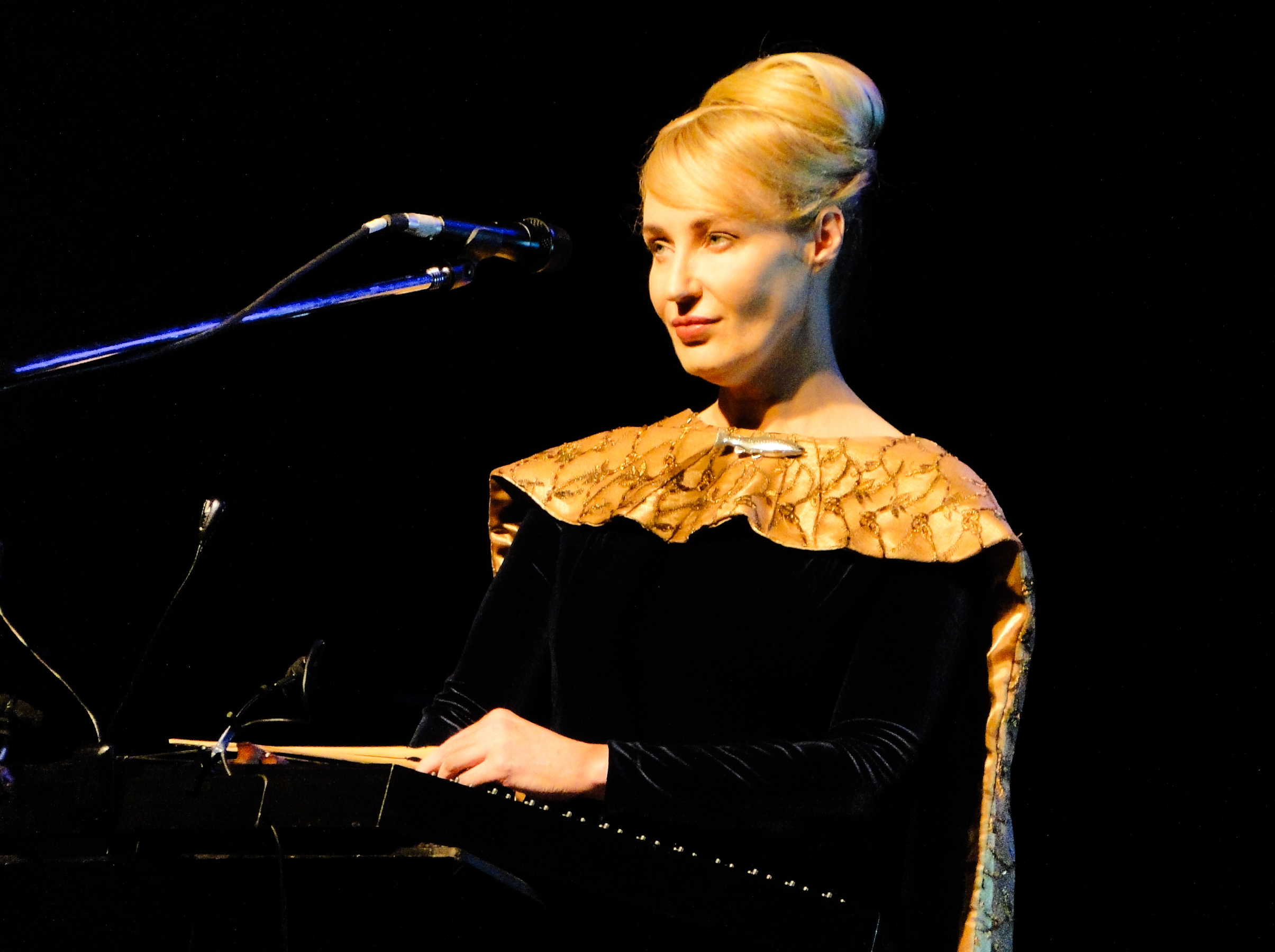
Lisa Gerrard (2012)

Lisa Gerrard OAM (* 12. April 1961 in Melbourne) ist eine australische Musikerin, Komponistin und Sängerin.

## Leben

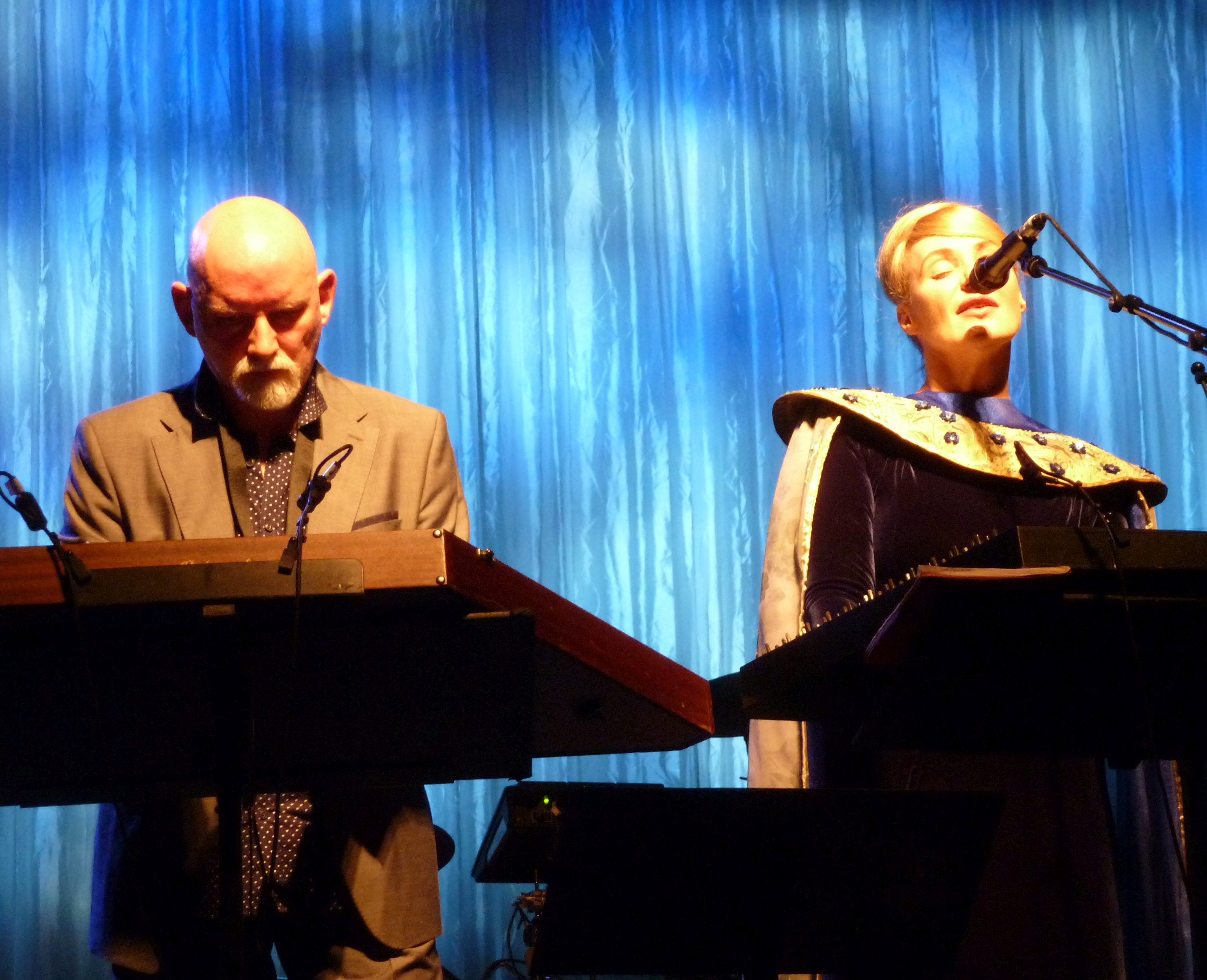
Lisa Gerrard mit Brendan Perry bei einem Konzert von Dead Can Dance im Juni 2013 in Paris

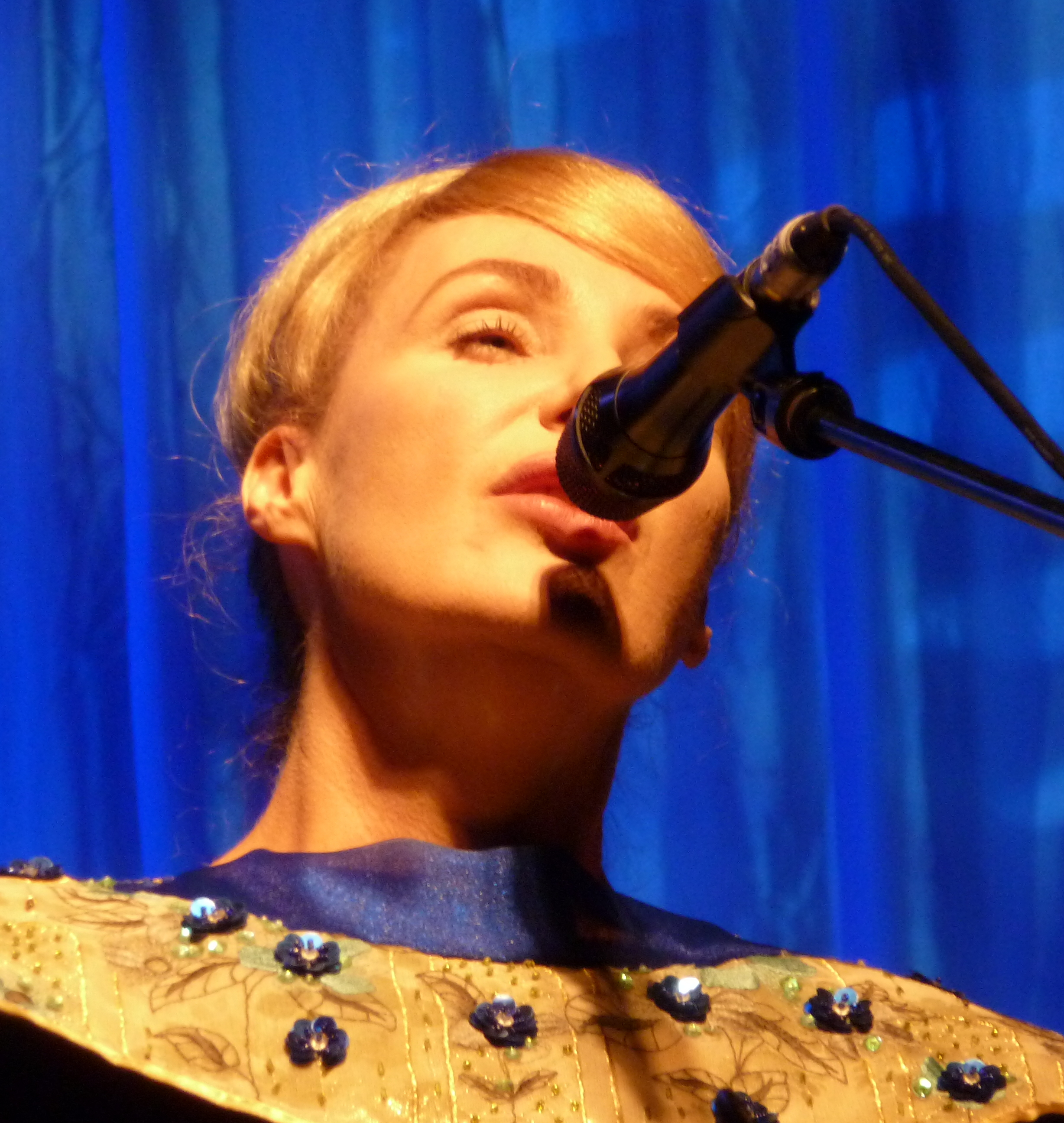
Nahaufnahme während des obigen Konzerts

Gerrard spielte 1980 zunächst in den australischen Post-Punk-Bands Microfilm und Junk Logic und veröffentlichte bereits ein Jahr später ihren ersten Titel als Solo-Künstlerin: Mosaic. Bekannt wurde sie als Mitglied der 1981 zusammen mit Brendan Perry gegründeten Musikgruppe Dead Can Dance. Im Film El Niño de la Luna (1989) spielt sie eine der Hauptrollen. 1995 erschien ihr erstes Soloalbum mit dem Titel The Mirror Pool (4AD/Beggars Group). Sie ist für ihre tiefe Altstimme bekannt und singt fast ausschließlich in Pseudosprache.
Mit der Auflösung von Dead Can Dance 1998 wurde Lisa Gerrard hauptsächlich als Komponistin für Film und Fernsehen tätig. Einige bekannte Filme, zu denen sie den Soundtrack komponierte, sind Insider (1999), Ali (2001), Black Hawk Down (2001), Whale Rider (2002) und Mann unter Feuer (2004). Außerdem sang sie für den Soundtrack Gladiator (2000), den sie zusammen mit Hans Zimmer komponierte. Dafür erhielt sie 2001 als erste Frau den Golden Globe Award in der Kategorie Beste Filmmusik zugesprochen.
2005 ging Lisa Gerrard erstmals nach sieben Jahren Trennung wieder mit Brendan Perry als Dead Can Dance auf Tournee in Europa und Nordamerika. Von der Tour erschienen diverse Live-CDs. 2006 wurde zum ersten Mal ein Videoalbum veröffentlicht, das ihr Leben und ihre Karriere zeigt. Es trägt den Titel Sanctuary und ist seit Juni 2007 auch in Deutschland erhältlich.
Die Arbeit an dem geplanten Album Mantras of a Lost Archetype hat Lisa Gerrard 2006 abgebrochen und stattdessen ein Solo-Album mit dem Titel The Silver Tree bei Rubber Records veröffentlicht. Das Album enthält selbst komponierte Stücke, darunter auch drei Lieder, die bereits während der Tour mit Dead Can Dance 2005 live präsentiert wurden (Yaminar – nur in Europa; Minus Sanctus und The Love that Cannot Be). 2007 ging sie in Europa und Nordamerika auf Solo-Tour, bei der sie Lieder aus ihrem neuen Album The Silver Tree präsentierte, aber auch Stücke aus ihrer Soundtrack-Karriere sowie der Dead-Can-Dance-Zeit.
Im Jahr 2007 nahm sie mit dem Elektronik-Musiker Klaus Schulze die Doppel-CD Farscape auf und trat 2008 zusammen mit ihm bei dem Night-of-the-Prog-Festival auf der Loreley, im Schillertheater Berlin und in der Herz-Jesu-Basilika in Warschau (Polen) auf. Die Konzerte auf der Loreley und in Warschau wurden jeweils als DVD veröffentlicht.
2018 nahm sie mit The Mystery Of the Bulgarian Voices (Angelite) ein Kollaborationsalbum auf und ging 2019 mit dem Chor auf Tour.
2021 erschien das Album Burn in Kooperation mit dem Dead-Can-Dance-Keyboarder Jules Maxwell.

## Ehrungen und Auszeichnungen
- 2009 Screen Music Awards der australischen APRA Awards für den „Best Feature Film Score“ im Film Balibo.[2]
- 2017 Berufung in die Academy of Motion Picture Arts and Sciences (AMPAS), die jährlich die Oscars vergibt.[3]
- 2023 Medaille des Order of Australia für Verdienste um die darstellenden Künste durch Musik.[4]

## Diskografie
- The Mirror Pool (1995)
- Duality (1998) mit Pieter Bourke
- Immortal Memory (2004) mit Patrick Cassidy
- The Silver Tree (2006)
- The Best of Lisa Gerrard (2007)
- Farscape (2008) mit Klaus Schulze
- Rheingold – Live at the Loreley (2008) mit Klaus Schulze
- Dziekuje Bardzo (2009) mit Klaus Schulze
- The Black Opal (2009)
- Departum (2010)
- Twilight Kingdom (2014)
- Hiraeth (2018) mit David Kuckhermann
- BooCheeMish (2018) mit The Mystery Of the Bulgarian Voices (Angelite)
- Burn (2021) mit Jules Maxwell
- Exaudia (2022) mit Marcello De Francisci
- It's Not Too Late (2022) mit Zbigniew Preisner
- One Night in Porto (2023) mit Jules Maxwell
- Come Tenderness (2024)

## Soundtracks
- El Niño de la Luna (1989) (als Dead Can Dance)
- Baraka (1992) (als Dead Can Dance, mit Michael Stearns, Verwendung des Liedes Host of Seraphim)
- Heat (1995) (Verwendung von den Liedern La Bas und Gloradin)
- Nadro (1998)
- Der 13te Krieger (1999) mit Graeme Revell (Score zurückgezogen, ungenannt)
- Insider (1999) mit Pieter Bourke
- Gladiator (2000) mit Hans Zimmer (UK: Platin[5] als Special Anniversary UK: Silber)
- Mission: Impossible II (2000) mit Hans Zimmer
- Black Hawk Down (2001) – (Verwendung des Liedes: J’Attends – Gortoz A Ran mit Denez Prigent)
- Ali mit Pieter Bourke (2001)
- Whale Rider (2002)
- Tränen der Sonne (2003) mit Hans Zimmer
- One Perfect Day (2004) (Verwendung des Liedes One Perfect Sunrise mit Orbital)
- Salem’s Lot – Brennen muss Salem (Miniserie) (2004) mit Patrick Cassidy und Christopher Gordon
- Layer Cake (2004) (Lieder Aria mit Michael Gambon und Junky Fight)
- Mann unter Feuer (2004) (zusammen mit Harry Gregson-Williams und Hybrid)
- Constantine (2005) (Score zurückgezogen, ungenannt)
- A Thousand Roads (2005) (mit Jeff Rona)
- Fateless (mit Ennio Morricone)
- Der Nebel (2007) – (Verwendung des Liedes: Host of Seraphim)
- Ichi – Die blinde Schwertkämpferin (2008)
- Die Legende der Wächter (2010) – (Verwendung des Liedes: Host of Seraphim)

## Videoalben
- Sanctuary (2006)
- Rheingold – Live At The Loreley (mit Klaus Schulze) (2 DVDs) (2008)
- Dziekuje Bardzo (mit Klaus Schulze) (2 DVDs) (2009)
- Big in Europe – Vol. 1 Warzaw (1 CD/2 DVD) mit Klaus Schulze (2013)
- Big in Europe – Vol. 2 Amsterdam (2 CD/2 DVD) mit Klaus Schulze (2014)